# Marpissa gangasagarensis
Marpissa gangasagarensis là một loài nhện trong họ Salticidae.
Loài này thuộc chi Marpissa. Marpissa gangasagarensis được Majumder miêu tả năm 2005.